# ツングースカ川
ツングースカ川 (ツングースカがわ、Тунгуска) は、ロシアハバロフスク地方の河川である。
クル川とウルミ川の合流点に発し、ハバロフスク付近でアムール川左岸に注ぐ（ハバロフスクは右岸にある）。